# Isonychus chacoensis
Isonychus chacoensis är en skalbaggsart som beskrevs av Moser 1918. Isonychus chacoensis ingår i släktet Isonychus och familjen Melolonthidae. Inga underarter finns listade i Catalogue of Life.